# Edelpelze Berger

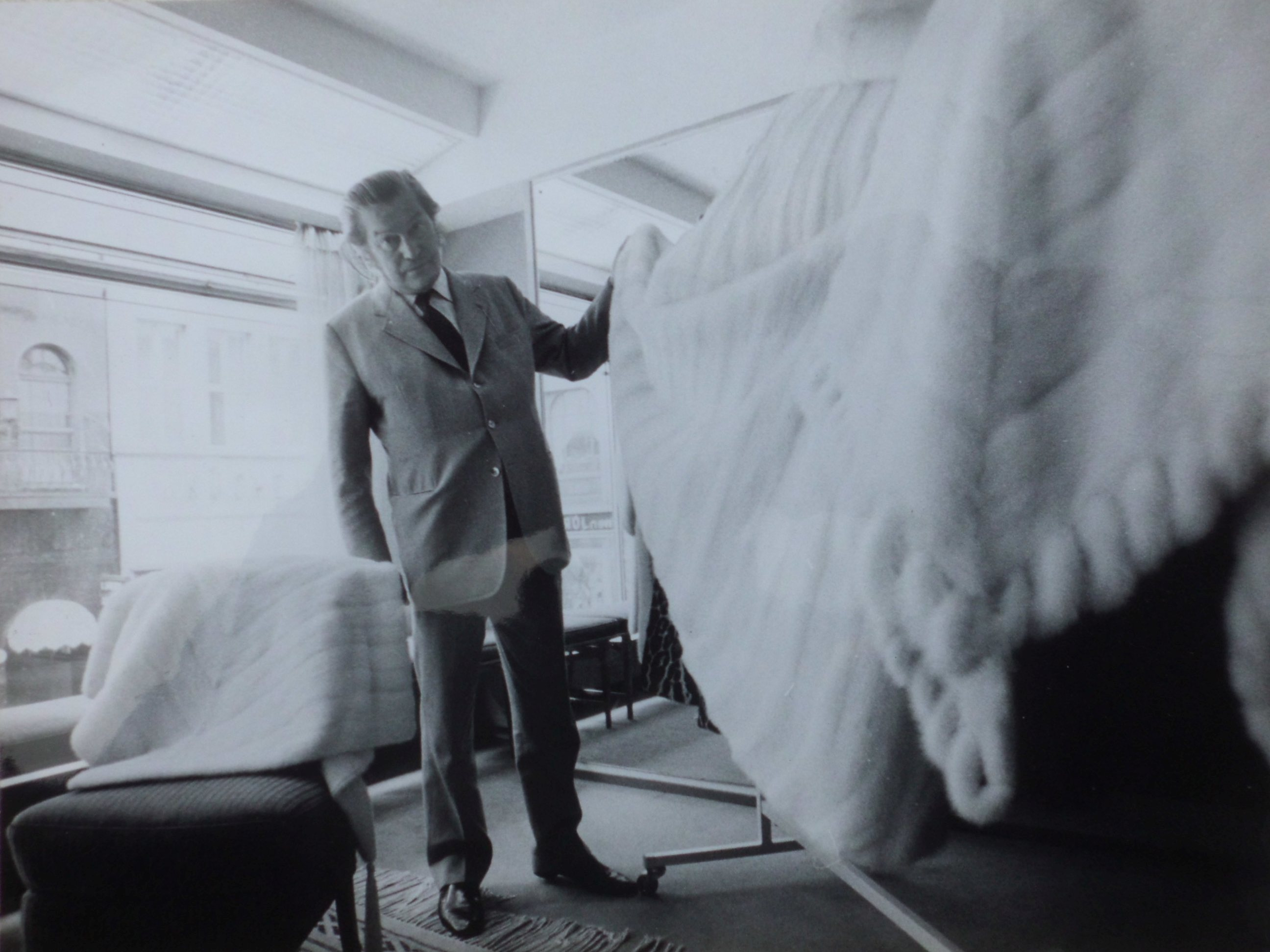
Otto Berger zeigt weiße Nerzpelze

Edelpelze Berger war ein renommiertes Pelzfachgeschäft des höheren Genres mit eigener Kürschnerei mit Hauptsitz in Hamburg. Ende der 1960er Jahre wurde der 1938 gegründete Betrieb durch eine Erweiterung in Wedel zum größten Pelzverarbeitungsbetrieb Norddeutschlands. Mehrfach mit internationalen Preisen ausgezeichnet, stattete Berger auch Spielfilme aus und war Thema einer einstündigen Radiosendung des deutsch-amerikanischen Rundfunks, die auf Schallplatten erhalten ist.

## Historie

### Bis 1945
Gründer war der ursprünglich aus Kiel stammende Kürschner und Modemacher Otto Berger (* 9. April 1911 in Kiel; † 15. Februar 1993 in Torremolinos). Sein Vater war der Damenfriseur und Perückenmacher Friedrich (Otto) Berger. Neben seiner Friseurtätigkeit beschäftigte der Vater sich, zusammen mit Professoren des Kaiser-Wilhelm-Instituts in Berlin-Dahlem, mit der Vererbungslehre durch Haarbestimmungen und der Entwicklung einer für die Forschung auf diesem Gebiet wichtigen Farbtafel.
Otto Berger besuchte die Oberrealschule I in Kiel und verließ sie mit dem Abschluss der Mittleren Reife. Den ursprünglichen Wunsch, Architektur im Stahl- und Brückenbau zu studieren hatte er aufgegeben, nachdem er bei seinem Freund Christian Blankenburg dessen elterlichen Kürschnereibetrieb kennengelernt hatte, seinerzeit das größte Pelzgeschäft in Kiel. Seine Ausbildung zum Kürschner, Hut- und Mützenmacher erhielt er im Pelzhaus Methmann in Flensburg, die Gehilfenprüfung bestand er mit Auszeichnung. Anschließend besuchte er die Kürschnerschule in Leipzig und legte mit nur 23 Jahren seine Meisterprüfung ab, ebenfalls mit Auszeichnung. Seine erste Anstellung als Kürschnergeselle nach Verlassen der Lehrfima war bei Pelz-Wehrmeier in Braunschweig, der Lohn betrug anfangs 68 Pfennige die Stunde. Erstmals beteiligte sich die Firma an der Neuheiten-Ausstellung des Kürschnerhandwerks in Leipzig, mit gleich acht seiner Modelle, die sämtlich prämiert wurden. Schnell stieg er bei Wehrmeier zum technischen Leiter der Produktion auf. Eine bereits vereinbarte Anstellung bei der sowjetischen Staatshandelsgesellschaft Sojuzpushnina für zwei Jahre hatte er zuvor nicht angetreten, nachdem er erfahren hatte, dass die Produktionsstätten sich nicht wie erwartet am Sitz der Gesellschaft in Leningrad (heute wieder Sankt Petersburg), sondern im fernen Kasan befanden.
Von der Handwerkskammer bekam er die Ausnahmegenehmigung, in dem Alter bereits Lehrlinge auszubilden und die Kürschnerinnung beauftragte ihn, Fachkurse für Gesellen und Meisterprüflinge abzuhalten. Zu der Zeit arbeitete er schon in dem sehr angesehenen Berliner Pelzsalon Martha Bräutigam als Zuschneider. Zusammen mit seiner Prinzipalin besuchte er die Haute-Couture-Schauen in Paris und entwarf anschließend die Kollektionen für das Berliner Haus. Er bediente dort viele prominente Kundinnen, in seinem Rundfunkinterview berichtete er, dass er unter anderem die Anproben mit der Kaiserin machte, die Gemahlin Wilhelm II., des letzten deutschen Kaisers. Der Erfolg der Firma wurde nicht zuletzt auf ihren „sehr tüchtigen Werkmeister Berger“ zurückgeführt.
Im Januar 1939 machte Otto Berger sich, zusammen mit einem Partner, selbständig. Er erstellte gleich zu Anfang auch eine Engros-Kollektion für den Export, womit er gleichzeitig die damals für den internationalen Einkauf von Ware benötigten Devisen erhielt, um damit sein Detailgeschäft zu bestücken. Bei einem Aufenthalt mit seiner Kollektion im schwedischen Stockholm bot sich ihm die Gelegenheit, dem Kriegsdienst zu entgehen. Er nahm das Angebot, dort mit seiner Ware eine Firma zu eröffnen, jedoch nicht an. Dies war im Kriegsjahr 1941, an dem Tag an dem bekannt wurde, dass Rudolf Heß zu Friedensverhandlungen nach Schottland geflogen und dort mit dem Fallschirm abgesprungen war. Kurz nach seiner Rückkehr wurde Otto Berger zur Wehrmacht eingezogen.
Über das Ladenlokal schreibt Philipp Manes im Jahr nach der Fertigstellung:

„Berlin hat erst 1940 den ersten schönen [Pelz-]Laden erhalten, als Edelpelz Berger das Weisslersche Geschäft in der Nürnbergerstr. übernahm und umbaute - aus den engen, niedrigen, winkeligen Räumen Flächen schuf, keine Schränke, sondern nur Sessel und Tischchen hinstellte, grünseidene Vorhänge anbrachte, die, je nach Wunsch teilbar, mehrere Verkaufsräume schufen, würdig des edlen Materials, das hier geboten wurde.“

Das Geschäft scheint die Bombenangriffe offenbar überstanden zu haben, obwohl der Kürschner Rudolf Garbe, der als einziger im Berlin des vorletzten Kriegsjahres dort sein Meisterstück fertigte und am 20. April 1944 seinen Meisterbrief bekam, in seinen Memoiren berichtete:

„Doch während der Prüfung mußten die Angestellten des Pelzhauses, die Prüfungskommission und ich, infolge Fliegeralarms, dreimal den Luftschutzkeller aufsuchen. Eine etwas ungewöhnliche Art als Meister ins Leben zu treten.“

### Ab 1945

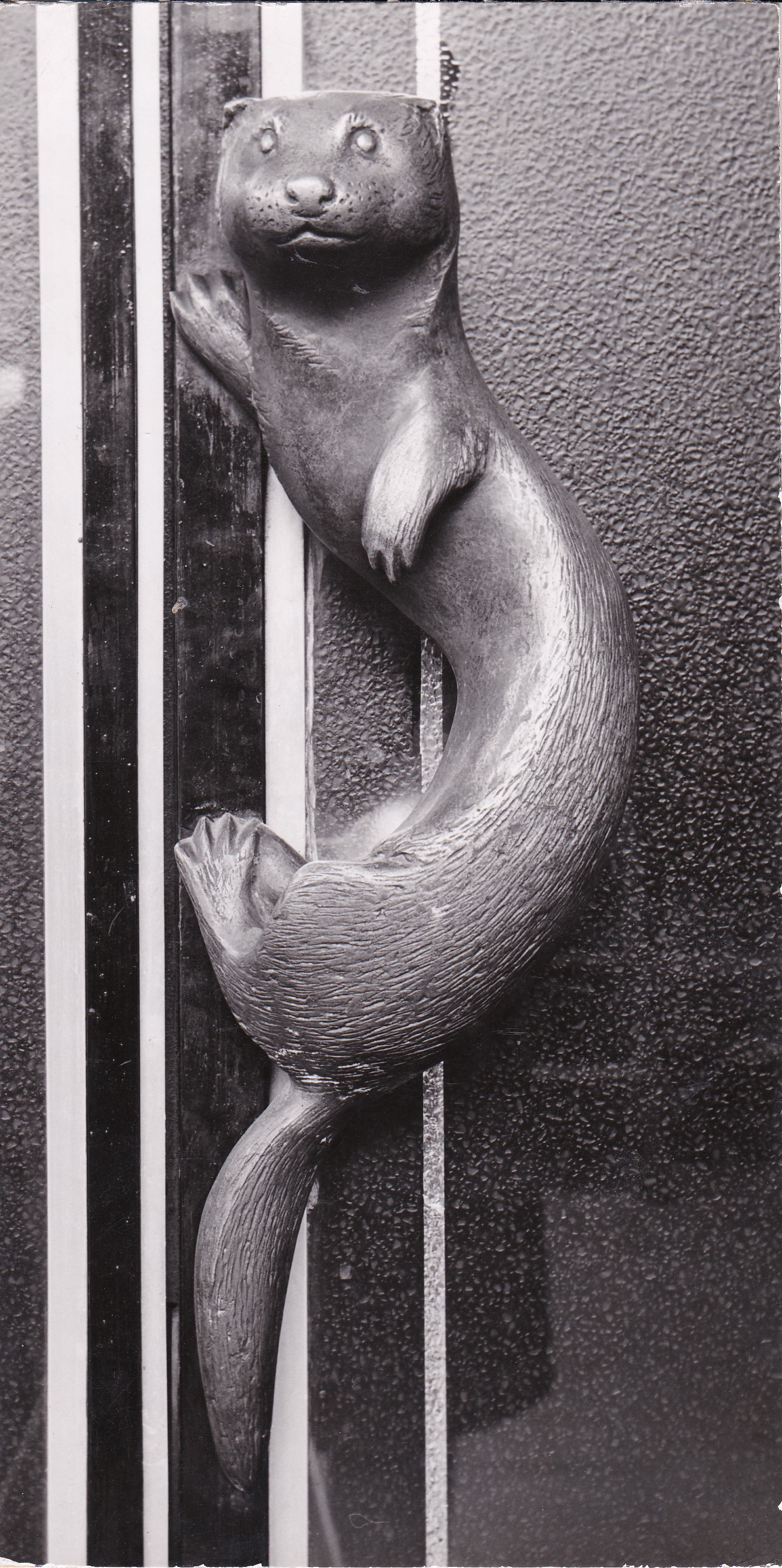
Nerz. Türgriff der Berger-Ladenlokale (Künstler: Max Kratz)

Einen Großteil seines Lagers hatte Otto Berger in Plauen im Voigtland eingelagert. Bereits 1945 von den Amerikanern aus der Kriegsgefangenschaft entlassen, gelang es ihm unter vielen Schwierigkeiten im letzten Moment, vor dem Einmarsch der Russen, die Hälfte der dortigen Ware in den Westen zu transportieren. Damit führte Berger nicht nur sein Berliner Geschäft weiter, wo er zumindest zum Schluss das ganze Gebäude nutzte. Sondern er begann zusammen mit dem Pelzkaufmann Gräulich in Hamburg in den dessen Geschäftshaus einen Pelzgroßhandel. Die erste Kollektion entstand in der ersten Etage des Modehauses Rolf Horn am Neuen Wall aus einer ganz erheblichen Menge Schaffelle mit blauer Lederseite, die für die U-Boot-Besatzungen gedacht waren. Die erste Ausstellung der Lammkonfektion fand bei Gräulich in den Promenaden statt. Die Währungsreform im Jahr Juni 1948 bedeutete für die Firma Otto Berger, auch dank ihres gut bestückten Warenlagers, den endgültigen Durchbruch.
Zuerst auf einer Etage, dann aber bald mit Hilfe zweier Brüder der Reemtsma-Familie, die beide zu seinem Kundenkreis gehören, eröffnete er das Detailgeschäft auf dem Neuen Wall 21–33, das künftig der Mittelpunkt des Unternehmens blieb. Als Besonderheit für Deutschland, in Amerika war es in den größeren Pelzhäusern schon länger Standard, ließ er moderne Pelz-Konservierungsräume installieren, in der die Kundenware in den Sommermonaten bei + 2 Grad Celsius aufbewahrt wurde. Neben der Werkstatt auf der Amsinckstraße in Hamburg richtete er eine größere Produktionsstätte mit Fell-Lager in Wedel, Schleswig-Holstein ein, in die er 1968 wohl die gesamte Herstellung verlagerte. Sein Werkstattleiter Rolf Giese berichtete, dass dort nicht nur Pelze gearbeitet wurden, sondern auch Stoff- und Popelinemäntel, die zum Teil mit Pelz ausgefüttert und besetzt wurden.
In den 1950er Jahren unterhielt Otto Berger noch beide exklusiven Pelzgeschäfte für Edelpelze mit Kürschnerei, neben Hamburg weiterhin auch in Berlin-Charlottenburg auf der Nürnberger Straße 13. Zeitweilig bestanden außerdem Filialen in Düsseldorf und im Maritim-Hotel, Timmendorfer Strand. Der spätere Leiter in Hamburg war Theodor Boucher, das Berliner Haus wurde ab 1956 von Adolf Doll geleitet, vormals Leiter des Berliner Unternehmens Adolf Doll & Söhne. 1963, im Jahr seines 25-jährigen Firmenjubiläums, gab Otto Berger seinen Bestand allein an hochwertigen Nerzfellen mit 25.000 Stück an. Der eine Zeitlang hochaktuelle, extrem kurzhaarig geschorene Lakoda-Seal-Pelz wurde von ihm als erstem auf den deutschen Markt gebracht.

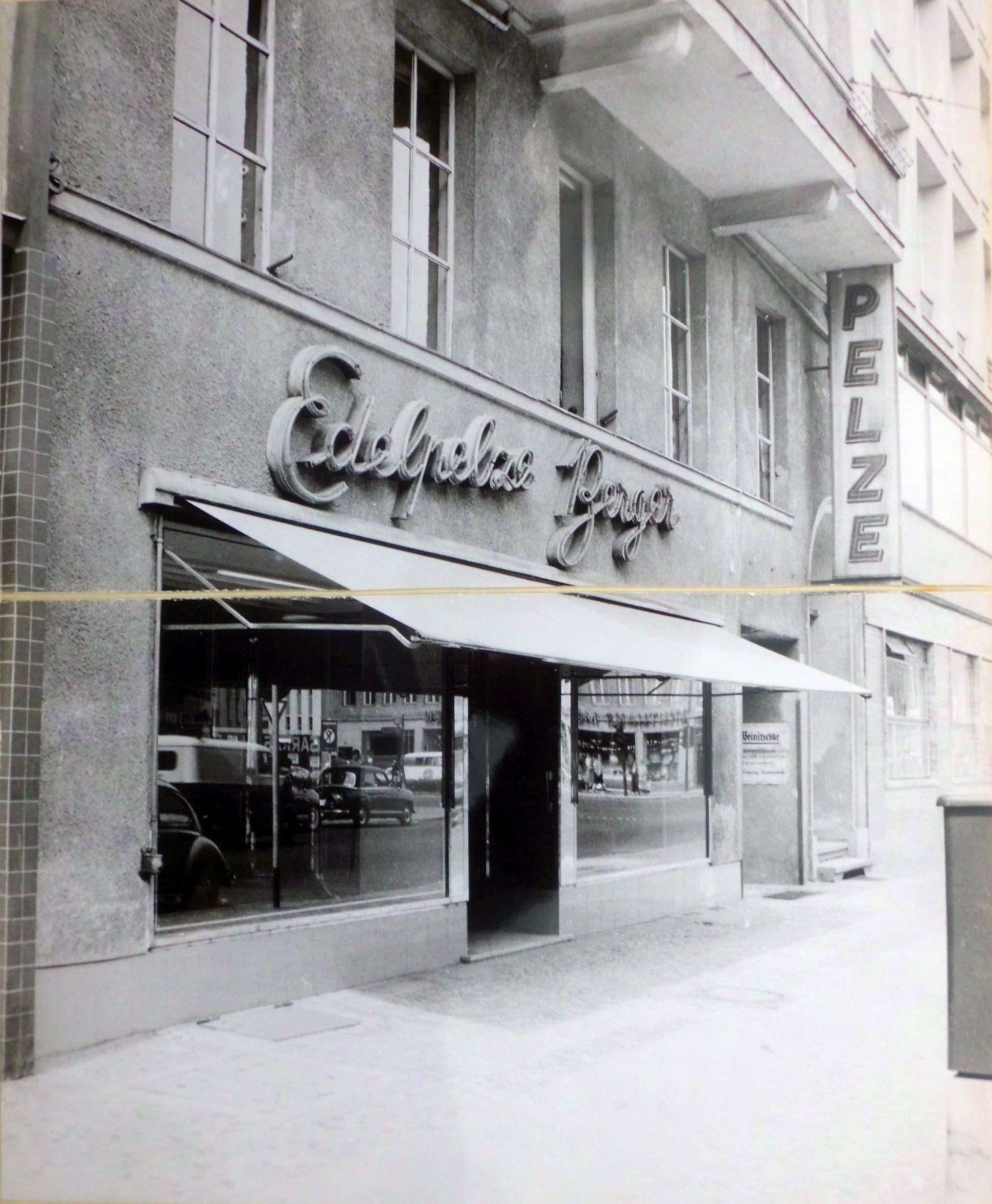
Berlin
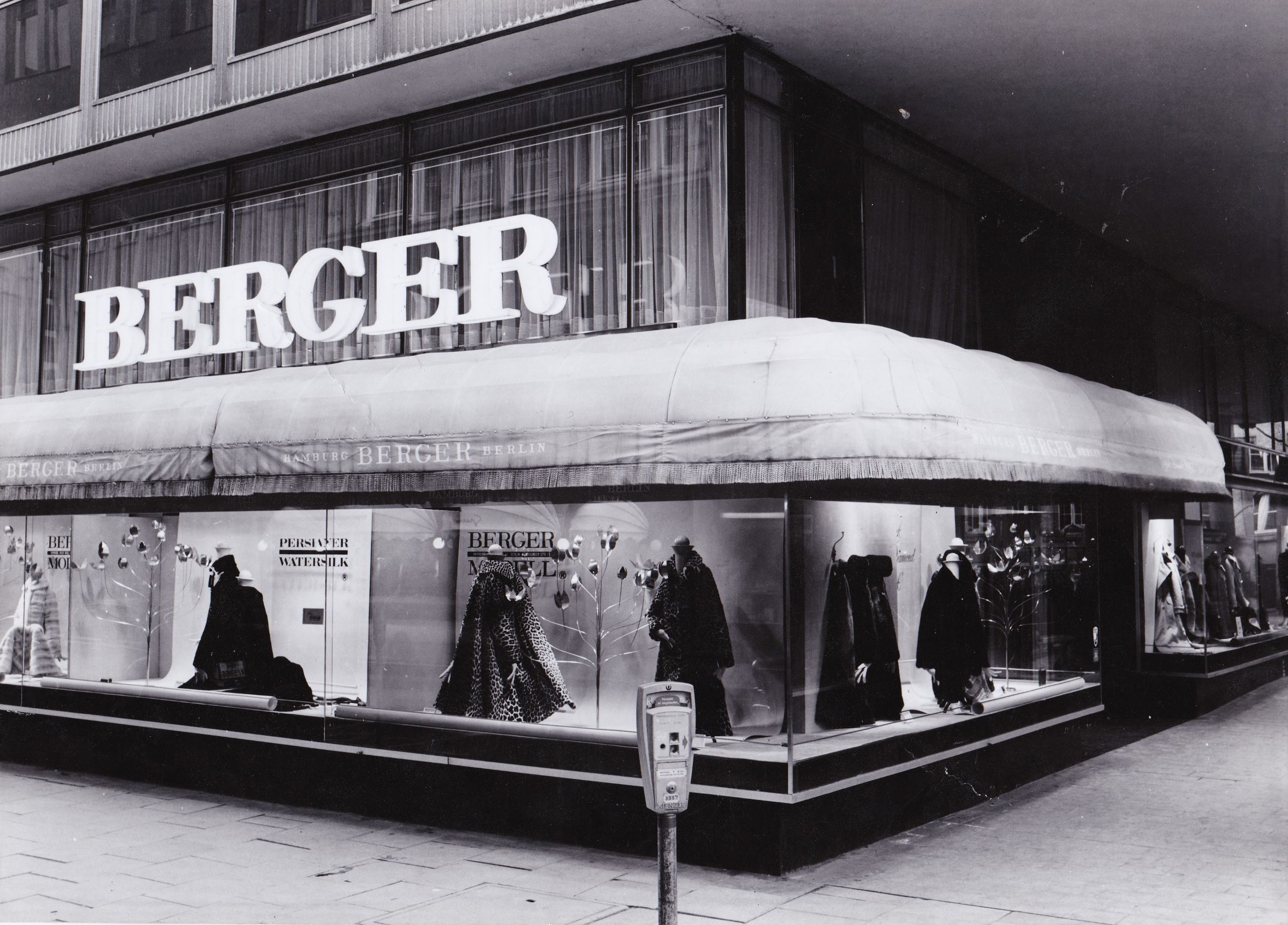
Neuer Wall, Hamburg
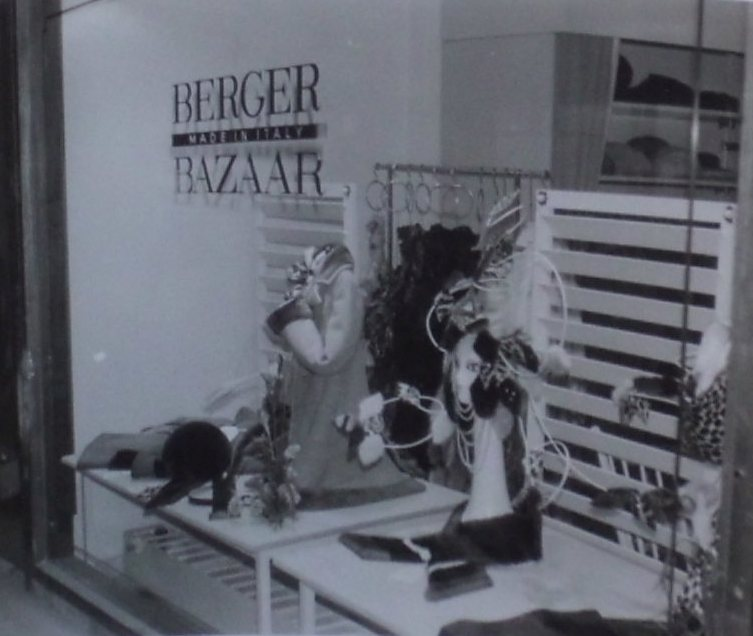
Maritim, Timmendorfer Strand
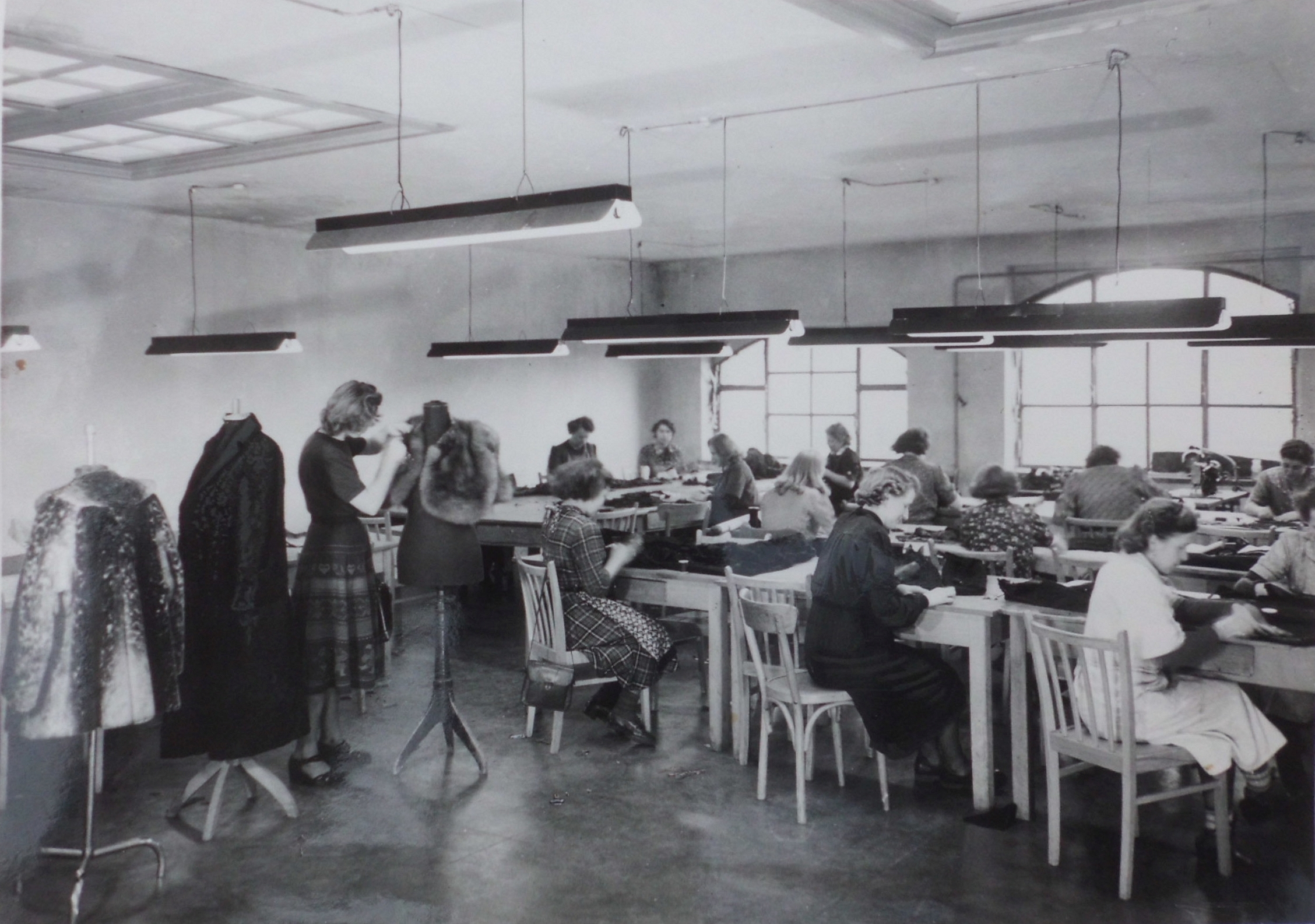
Ausfertigung, Amsinckstraße, Hamburg

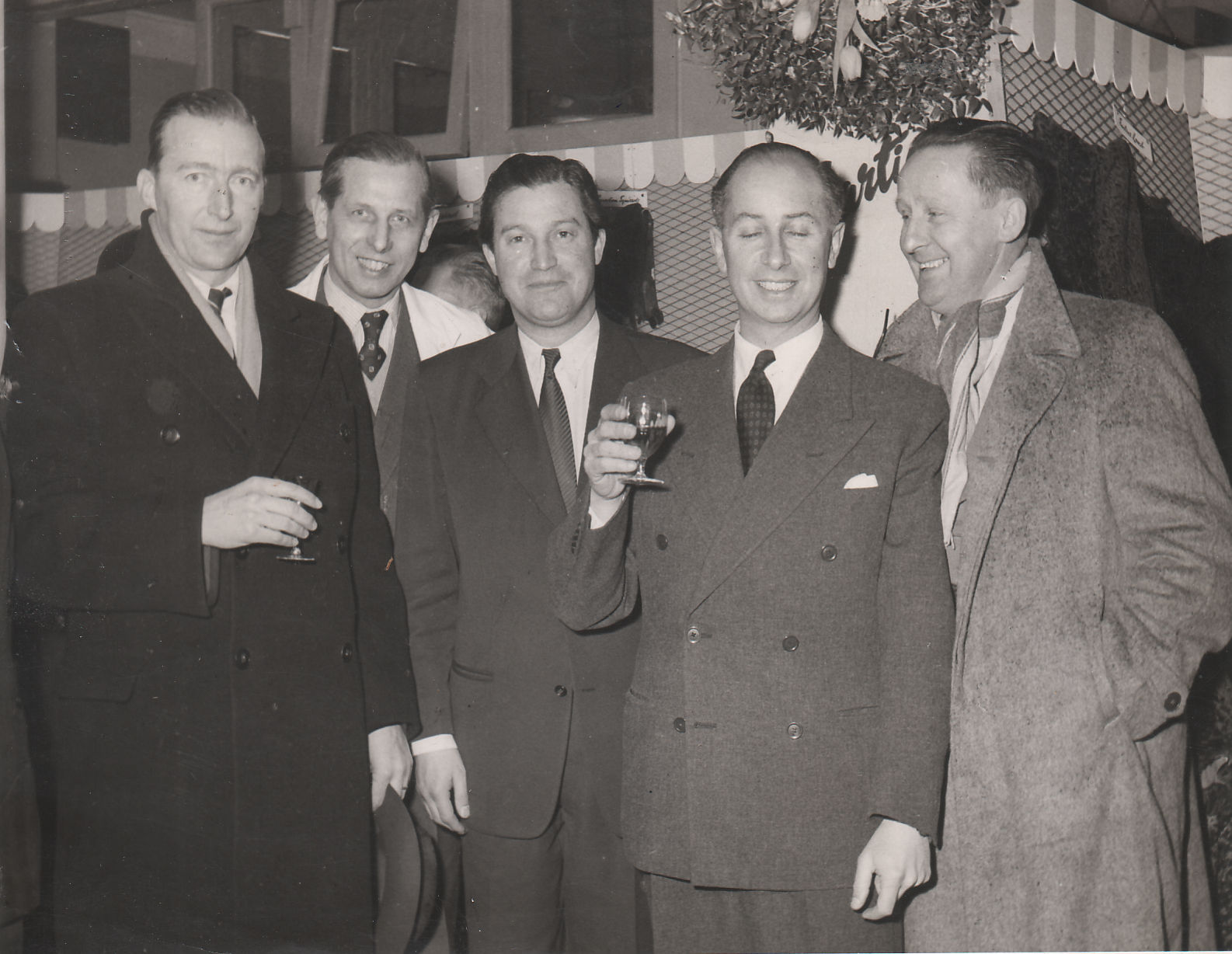
Otto Berger (Mitte) mit Branchenkollegen in London (ca. 1960er Jahre)

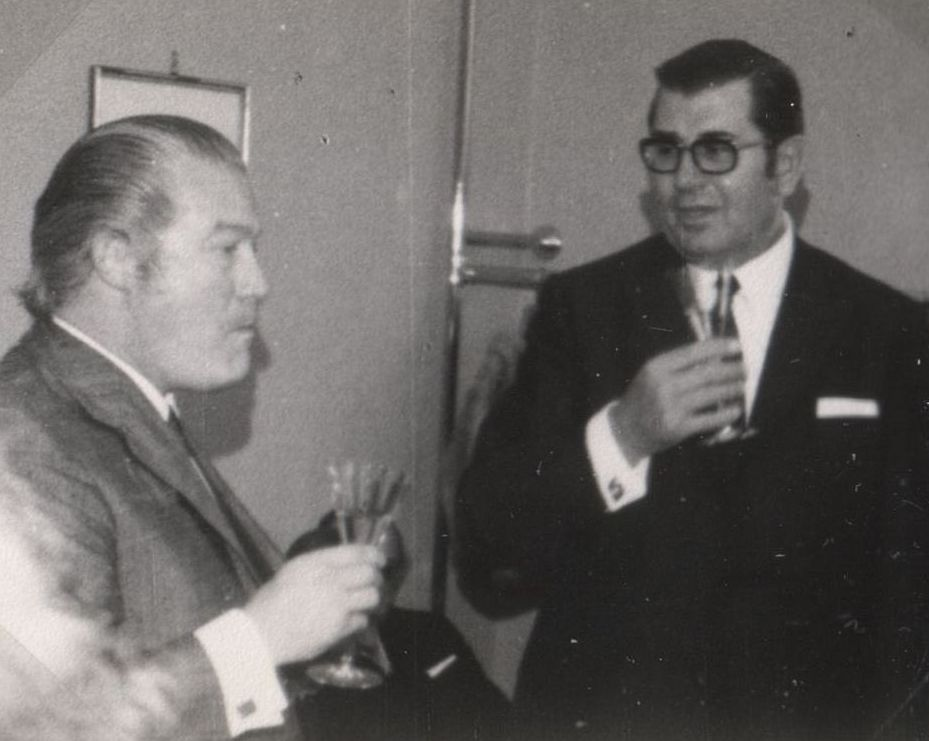
Otto Berger (links) beim Geschäftsjubiläum eines Hamburger Rauchwarenhändlers (1969)

Edelpelze Berger war das erste europäische Unternehmen, das den SAGA Design Preis erhielt (1967), als Trophäe ein handgearbeitetes Modell eines Wikingerschiffs aus Sterlingsilber. Als Warenzeichen für besonders hochwertige südwestafrikanische Karakulfelle (Swakara-Persianer) ließ sich Otto Berger das Warenzeichen Watersilk schützen. Zahlreiche Berger-Modelle sind auf Fotografien, beispielsweise von F. C. Gundlach, festgehalten, die teilweise noch heute in Museen zu besichtigen sind. Ein herausragendes Branchenereignis war auch, als nach 55 Jahre im Jahr 1966 erstmals wieder ein Posten Felle der bis heute geschützten Seeotter in den Handel kam, Seeotterfell gilt als das haltbarste Fell überhaupt. Otto Berger erhielt von der Regierung in Alaska vorab drei der mannslangen Felle, um daraus einen Mantel zu arbeiten.
Im September 1975 trennten sich Otto Berger und die Edelpelze Berger GmbH. & Co. KG, Hamburg. Das Ausscheiden von Otto Berger hinterließ „einen Wirrwarr an geschützten Namen und Warenzeichen“. Die Gründe für das Ausscheiden wurden in Hamburg als „mysteriös“ bezeichnet. Otto Berger war besonders verbittert, weil die Warenzeichen „Berger-Modell“ und „Berger International“ bei der Firma verblieben. Unklar war zu dem Zeitpunkt der Verbleib der Marke „Persianer Watersilk“, für die Marke „Black Diamond Mink“ blieb er für die Bundesrepublik der alleinige Lizenzinhaber.
Hamburg war in den ersten Jahrzehnten nach dem Zweiten Weltkrieg Sitz der angesehensten deutschen Meisterschule für das Kürschnerhandwerk (danach Frankfurt am Main). Die Firma war das Sprungbrett für viele, später sehr erfolgreiche Kürschner. Es galt als ganz besondere Qualifikation, bei Otto Berger und der Hamburger Meisterschule für Mode seine Meisterprüfung abgelegt zu haben.
Am 14. Juni 1973 wurde das Konkursverfahren über das Vermögen der Otto Berger KG, Wedel/Holstein, mit Zweigniederlassungen in Berlin, Hamburg und Timmendorfer Strand, eröffnet, mangels Masse wurde es eingestellt. Am 10. Juli 1973 wurde in das Handelsregister neu eingetragen: Edelpelze Berger GmbH, Hamburg, Neuer Wall 11, am 12. November 1974 geändert in Verwaltungsgesellschaft Edelpelze Berger mbH. Im November 1974 wurde die Löschung der Otto Berger GmbH in Wedel/Holstein, ABC-Straße 16 bekanntgemacht.
Im Dezember 1975 wurde Peter Friedrich Geschäftsführer, der vorher bei Karstadt und anderen Konzernen sich bereits vorwiegend mit Pelz beschäftigt hatte. Er ließ das seit 1955 kaum veränderte Ladenlokal umbauen und nahm erstmals neben Arbeiten der eigenen Werkstatt Modelle ausländischer Pelzdesigner auf, sowie Accessoires führender Modedesigner, wie Guy Laroche oder Pierre Balmain. Im Jahr 1977 wurde der Firmenname in Edelpelze „Arven“ GmbH & Co. geändert. 1982 erwähnt Otto Berger in einem privaten Schreiben, dass die Geschäftsführerin S. Arndt „unsere Firma für 31. März 82 liquidiert, d. h. die Abwicklung wird sicher noch bis Ende dieses Jahres dauern, aber tätig sind wir nicht mehr“. Mitte Mai des Jahres 1978 wurde die Arven International, einschließlich des Ladenlokals Neuer Wall 41, von der Firma Boecker übernommen, einem Anbieter von Textil- und Pelzbekleidung. Die Firma Edelpelze Berger GmbH bestand zu der Zeit weiter unter der Geschäftsführung von Susanne Arndt mit Sitz in Hamburg, Gänsemarkt 43.

## Werke
- Patent „Verfahren zum Schneiden von Fellen, insbesondere von Persianerfellen“, 22. August 1969 → Patenturkunde